# Trillium parviflorum
Espèce
Classification APG II (2003)
Trillium parviflorum est une plante herbacée, vivace et rhizomateuse de la famille des Liliaceae (classification classique) ou des Melanthiaceae (classification APG II, 2003).

## Description
Cette plante originaire du nord-ouest des États-Unis fleurit au printemps dans les forêts fraîches et le long des rivières. Les pétales de 1,5 à 3 cm à odeur épicée sont blancs. Les feuilles ovales ont des taches peu marquées. Le fruit est une baie pourpre ou marron.

## Aire de répartition
État de Washington et nord de l’Oregon.

## Divers
En anglais son nom est Small-Flowered Trillium. Là où le sud de son aire de répartition recouvre le nord de celle de Trillium albidum, on rencontre des formes intermédiaires.

## Sources
- Frederick W. Case, Jr. & Roberta B. Case, Trilliums, Timber Press, 1997  (ISBN 0-88192-374-5)